# شصية رفيعة الرأس
شصية رفيعة الرأس (الاسم العلمي:Uncinaria stenocephala) هي نوع من الحيوانات تتبع جنس الشصية من فصيلة الملقوات.